# Groot-Brittannië op de Paralympische Winterspelen 2018
Groot-Brittannië was een van de landen die deelnam aan de Paralympische Winterspelen 2018 in Pyeongchang, Zuid-Korea.

## Medailleoverzicht
| Sport       | Paralympiër                            | Onderdeel                            | Medaille |
| ----------- | -------------------------------------- | ------------------------------------ | -------- |
| Alpineskiën | Menna Fitzpatrick Gids: Jennifer Kehoe | Slalom, visueel beperkt (v)          | Goud     |
|             |                                        |                                      |          |
| Alpineskiën | Menna Fitzpatrick Gids: Jennifer Kehoe | Supercombinatie, visueel beperkt (v) | Zilver   |
| Alpineskiën | Menna Fitzpatrick Gids: Jennifer Kehoe | Reuzenslalom, visueel beperkt (v)    | Zilver   |
| Alpineskiën | Millie Knight Gids: Brett Wild         | Afdaling, visueel beperkt (v)        | Zilver   |
| Alpineskiën | Millie Knight Gids: Brett Wild         | Super G, visueel beperkt (v)         | Zilver   |
|             |                                        |                                      |          |
| Alpineskiën | Menna Fitzpatrick Gids: Jennifer Kehoe | Super G, visueel beperkt (v)         | Brons    |
| Alpineskiën | Millie Knight Gids: Brett Wild         | Slalom, visueel beperkt (v)          | Brons    |

## Deelnemers en resultaten
(m) = mannen, (v) = vrouwen 

### Alpineskiën
| Paralympiër                            | Onderdeel                            | Resultaat | Prestatie      |
| -------------------------------------- | ------------------------------------ | --------- | -------------- |
| Chris Lloyd                            | Afdaling, staand (m)                 | 20e       | 1:34.00        |
| Chris Lloyd                            | Super G, staand (m)                  | 25e       | 1:34.43        |
| James Whitley                          | Afdaling, staand (m)                 | 10e       | 1:29.85        |
| James Whitley                          | Super G, staand (m)                  | 22e       | 1:32.96        |
| James Whitley                          | Supercombinatie, staand (m)          | 11e       | 2:20.28        |
| James Whitley                          | Reuzenslalom, staand (m)             | 11e       | 2:19.81        |
| James Whitley                          | Slalom, staand (m)                   | 10e       | 1:44.41        |
|                                        |                                      |           |                |
| Menna Fitzpatrick Gids: Jennifer Kehoe | Afdaling, visueel beperkt (v)        | DNF       | Niet gefinisht |
| Menna Fitzpatrick Gids: Jennifer Kehoe | Super G, visueel beperkt (v)         | Brons     | 1:34.54        |
| Menna Fitzpatrick Gids: Jennifer Kehoe | Supercombinatie, visueel beperkt (v) | Zilver    | 2:29.00        |
| Menna Fitzpatrick Gids: Jennifer Kehoe | Reuzenslalom, visueel beperkt (v)    | Zilver    | 2:28.34        |
| Menna Fitzpatrick Gids: Jennifer Kehoe | Slalom, visueel beperkt (v)          | Goud      | 1:51.80        |
| Kelly Gallagher Gids: Gary Smith       | Super G, visueel beperkt (v)         | 8e        | 1:39.75        |
| Kelly Gallagher Gids: Gary Smith       | Supercombinatie, visueel beperkt (v) | 7e        | 2:38.08        |
| Kelly Gallagher Gids: Gary Smith       | Reuzenslalom, visueel beperkt (v)    | 5e        | 2:32.79        |
| Kelly Gallagher Gids: Gary Smith       | Slalom, visueel beperkt (v)          | 6e        | 1:58.57        |
| Millie Knight Gids: Brett Wild         | Afdaling, visueel beperkt (v)        | Zilver    | 1:30.58        |
| Millie Knight Gids: Brett Wild         | Super G, visueel beperkt (v)         | Zilver    | 1:33.76        |
| Millie Knight Gids: Brett Wild         | Supercombinatie, visueel beperkt (v) | 4e        | 2:31.73        |
| Millie Knight Gids: Brett Wild         | Reuzenslalom, visueel beperkt (v)    | 7e        | 2:34.52        |
| Millie Knight Gids: Brett Wild         | Slalom, visueel beperkt (v)          | Brons     | 1:53.39        |

### Biatlon
| Paralympiër   | Onderdeel            | Resultaat | Prestatie |
| ------------- | -------------------- | --------- | --------- |
| Scott Meenagh | 7.5 km, zittend (m)  | 18e       | 27:28.1   |
| Scott Meenagh | 12.5 km, zittend (m) | 13e       | 0:54:52.9 |
| Scott Meenagh | 15 km, zittend (m)   | 14e       | 0:58:58.1 |

### Langlaufen
| Paralympiër   | Onderdeel                  | Resultaat | Prestatie |
| ------------- | -------------------------- | --------- | --------- |
| Scott Meenagh | 1.1 km sprint, zittend (m) | 16e       | 3:17.7    |
| Scott Meenagh | 7.5 km, zittend (m)        | 14e       | 25:17.5   |
| Scott Meenagh | 15 km, zittend (m)         | 17e       | 46:07.4   |

### Rolstoelcurling
| Paralympiër                                                      | Onderdeel     | Resultaat | Prestatie |
| ---------------------------------------------------------------- | ------------- | --------- | --- |
| Gregor Ewan Angie Malone Bob McPherson Aileen Nelson Hugh Nibloe | Team, gemengd | 7e        | Groepsfase (7e) NOR - GBR: 2 - 5 GBR - FIN: 9 - 2 SUI - GBR: 7 - 4 GBR - CAN: 8 - 1 SWE - GBR: 1 - 6 NPA - GBR: 8 - 2 GBR - SVK: 5 - 6 GBR - USA: 3 - 9 GER - GBR: 3 - 8 CHN - GBR: 9 - 3 GBR - KOR: 4 - 5 |

### Snowboarden
| Paralympiër         | Onderdeel                  | Resultaat | Prestatie |
| ------------------- | -------------------------- | --------- | --------- |
| James Barnes-Miller | Snowboardcross, SB-UL (m)  | 7e        | 1:03.11   |
| James Barnes-Miller | Slalom, SB-UL (m)          | 11e       | 0:57.00   |
| Ben Moore           | Snowboardcross, SB-UL (m)  | 10e       | 1:04.47   |
| Ben Moore           | Slalom, SB-UL (m)          | 7e        | 0:54.33   |
| Owen Pick           | Snowboardcross, SB-LL2 (m) | 9e        | 0:59.32   |
| Owen Pick           | Slalom, SB-LL2 (m)         | 9e        | 0:52.81   |

Andorra · Argentinië · Armenië · Australië · België · Bosnië en Herzegovina · Brazilië · Bulgarije · Canada · Chili · China · Denemarken · Duitsland · Finland · Frankrijk · Georgië · Griekenland · Groot-Brittannië · Hongarije · IJsland · Iran · Italië · Japan · Kazachstan · Kroatië · Mexico · Mongolië · Nederland · Nieuw-Zeeland · Noord-Korea · Noorwegen · Oekraïne · Oezbekistan · Oostenrijk · Polen · Roemenië · Servië · Slovenië · Slowakije · Spanje · Tadzjikistan · Tsjechië · Turkije · Verenigde Staten · Wit-Rusland · Zuid-Korea · Zweden · Zwitserland
Neutrale paralympische atleten